# Cagua jezik
Cagua jezik (ISO 639-3: cbh), izumrli indijanski jezik koji se nekada govorio u Kolumbiji. Ostao je neklasificiran.

## Vanjske poveznice
- Ethnologue (14th)
- Ethnologue (15th)
- South American Unclassified Languages: Ethnologue 2005